# Rahimatpur
Rahimatpur es una ciudad y  municipio situada en el distrito de Satara en el estado de Maharashtra (India). Su población es de 17633 habitantes (2011). Se encuentra a 2 km de Satara y a 107 km de Pune.

## Demografía
Según el censo de 2011 la población de Rahimatpur era de 17633 habitantes, de los cuales 8914 eran hombres y 8719 eran mujeres. Rahimatpur tiene una tasa media de alfabetización del 85%, superior a la media estatal del 82,34%: la alfabetización masculina es del 88,31%, y la alfabetización femenina del 67,23%.